# دهنه فاتو
دهنه فاتو (به لاتین: Dahan-e Fatu) یک منطقهٔ مسکونی در افغانستان است که در ولایت بامیان واقع شده‌است.